# Chaupal
Chaupal è una suddivisione dell'India, classificata come nagar panchayat, di 6.786 abitanti, situata nel distretto di Shimla, nello stato federato dell'Himachal Pradesh. In base al numero di abitanti la città rientra nella classe VI (meno di 5.000 persone).

## Geografia fisica
La città è situata a 30° 56' 60 N e 77° 34' 60 E e ha un'altitudine di 2.185 m s.l.m..

## Società

### Evoluzione demografica
Al censimento del 2005 la popolazione di Chaupal assommava a 6.507 persone, delle quali 3778 maschi e 3008 femmine. I bambini di età inferiore o uguale ai sei anni assommavano a 190, dei quali 99 maschi e 91 femmine. Infine, coloro che erano in grado di saper almeno leggere e scrivere erano 1.160, dei quali 702 maschi e 458 femmine.